# Rio Araguari
Pour les articles homonymes, voir Araguari (homonymie).
Le rio Araguari est le principal cours d'eau brésilien qui baigne l'État de l'Amapá.
Sa longueur est de 560 km. Il prend sa source sur le versant Ouest de la Serra Lombarda, descend vers le Sud jusqu'au Nord du siège municipal de Serra do Navio, oblique vers le Sud-Est jusqu'à Porto Grande, là il est rejoint par le rio Amapari, remonte en méandres vers le Nord-Est et va se jeter dans l'Océan Atlantique, à l'est de l'État, traversant de grands marécages. Il baigne les municipalités de Calçoene, Serra do Navio, Pedra Branca do Amapari, Ferreira Gomes, Tartarugalzinho, Cutias, Amapá et Macapá.
Il comporte sept cascades importantes : Cachoeira Anta, Cachoeira Arrependido, Cachoeira Anta Gorda, Cachoeira das Pedras, Cachoeira Calderão, Cachoeira Paredão et Cachoeira Aracari.

## Histoire
Historiquement, son cours servait de frontière sud au territoire du contesté franco-brésilien. Ensuite, celle-ci se prolongeait jusqu'au Rio Branco, dans l'actuel État du Roraima, théoriquement à partir de sa source ; en pratique, les cartes la faisaient continuer vers l'Ouest depuis les environs de l'actuel siège de la commune de Porto Grande, là où le fleuve bifurque vers le Nord, parallèlement à l'Amazone - à environ 200 km au Nord de celui-ci.

## Équipement hydraulique
Le Barrage de Coaracy Nunes, sur le Rio Araguari, a été la première centrale hydroélectrique d’Amazonie, à environ 15 km de Ferreira Gomes et 150 km de Macapá, mais pour une puissance totale de seulement 78 MW. Après une phase d'étude commencée en 1956, la phase initiale de la construction est lancée au début des années 1970 et s'est achevée en 1975. 

## Faune
Dans ces eaux se trouve un beau poisson d'une taille de 25 cm, le Myleus asterias, appelé pacu au Brésil.